# Імунохроматографічний аналіз

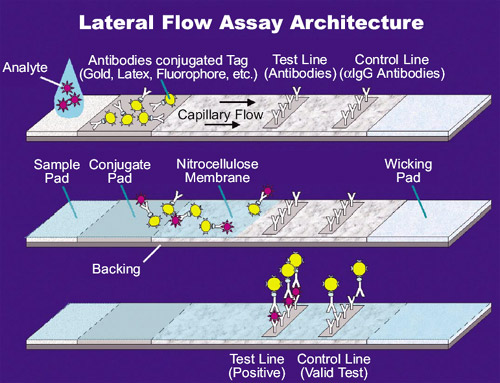
Ілюстрація NASA латерального проточного аналізу.

Тести бічного потоку (LFT), також відомі як Імунохроматографічні аналізи бічного потоку або експрес-тести, являють собою прості пристрої, призначені для виявлення присутності цільового речовини в рідкому зразку без необхідності використання спеціалізованого і дорогого устаткування. Ці тести широко використовуються в медичній діагностиці для домашнього тестування, тестування в місцях надання медичної допомоги або лабораторного використання. Наприклад, домашній тест на вагітність — це LFT, який визначає певний гормон. Ці тести прості, економічні і зазвичай показують результати приблизно через 5-30 хвилин. Багато лабораторних додатків підвищують чутливість простих LFT за рахунок використання додаткового спеціального обладнання.
ЛФТ працюють за тими ж принципами, що і імуноферментний аналіз (ELISA). По суті, ці тести проводять рідким зразком по поверхні планшета з реактивними молекулами, які показують візуальний позитивний або негативний результат. В основі планшетів лежить ряд капілярів, наприклад, шматочки пористого паперу, мікроструктурованих полімеру або спеченого полімеру. Кожна з цих подушечок здатна мимовільно транспортувати рідину (наприклад, сечу, кров, слину).
Прокладка для зразка діє як губка і утримує надлишок рідини для зразка. Після вбирання рідина перетікає в другу кон'югатну подушечку, в якій виробник зберігає сублімовані висушені біологічно активні частинки, звані кон'югатами (див. Нижче), в соляно-цукрової матриці. Кон'югат містить всі реагенти, необхідні для оптимізованої хімічної реакції між цільової молекулою (наприклад, антигеном) і її хімічним партнером (наприклад, антитілом), який був іммобілізований на поверхні частинки. Це маркує частки-мішені, коли вони проходять через планшет і потрапляють на тестову і контрольну лінії. На тестовій ділянці з'являється сигнал, часто кольоровий, як в тестах на вагітність. Контрольна лінія містить аффінні ліганди, які показують, чи пройшов зразок і чи активні біомолекули в кон'югаті. Після проходження цих реакційних зон рідина потрапляє в кінцевий пористий матеріал - гніт, який служить простим контейнером для відходів.
LFT можуть працювати як конкурентні або сендвіч-аналізи.

## Історія
ЛФТ походить від паперової хроматографії, яка була розроблена в 1943 році Мартіном і Сінджа, а в 1944 році Консденом, Гордоном і Мартіном. Після 1945 року в цій області спостерігалося бурхливе зростання активності.

## Синопсис

### Кольорові частки
В принципі, можна використовувати будь-які кольорові частинки, проте найчастіше використовується латекс (синій колір) або частки золота нанометрового розміру (червоний колір). Частинки золота мають червоний колір шляхом локалізованого поверхневого плазмонного резонансу. Також можуть використовуватися флуоресцентні або магнітні мічені частки, однак вони вимагають використання електронного рідера для оцінки результату тесту.

### Сендвіч-аналіз
Різниця між сендвіч-аналізом і конкурентним аналізом в форматах тестів латерального потоку
Сендвіч-аналіз зазвичай використовується для великих аналітів, оскільки вони мають кілька сайтів зв'язування. У міру проходження зразка через аналіз він спочатку стикається з кон'югатом, який являє собою антитіло, специфічне для цільового аналіту, позначене візуальної міткою, зазвичай колоїдним золотом. Антитіла зв'язуються з цільовим аналітом в зразку і мігрують разом, поки не досягнуть тестової ділянки. Тест-лінія також містить іммобілізовані антитіла, специфічні до цільового аналіту, які зв'язуються з мігруючими молекулами кон'югату, пов'язаними з аналітом. Потім на тестовій ділянці відбувається візуальна зміна через концентровану візуальну мітку, що підтверджує присутність цільових молекул. Більшість сендвіч-аналізів також мають контрольну лінію, яка з'являється незалежно від наявності або відсутності цільового аналіту, щоб забезпечити належне функціонування планшета бічного потоку.
Швидкий і недорогий сендвіч-аналіз зазвичай використовується для домашніх тестів на вагітність, які визначають хоріонічний гонадотропін людини, ХГЧ, в сечі вагітних жінок.

## Конкурентні аналізи
Конкурентні аналізи зазвичай використовуються для невеликих аналітів, оскільки у невеликих аналітов менше сайтів зв'язування. Спочатку зразок стикається з антитілами до цільового аналіту, поміченими візуальної міткою (кольорові частинки). Тестова лінія містить цільової аналіт, закріплений на поверхні. Коли цільовий аналіт відсутній в зразку, незв'язані антитіла зв'язуються з цими фіксованими молекулами аналіту, що означає появу візуального маркера. І навпаки, коли цільової аналіт присутній в зразку, він зв'язується з антитілами, запобігаючи їх зв'язування з фіксованим аналітом в тестовій ділянці, і, таким чином, візуальний маркер не виникає. Це відрізняється від сендвіч-аналізу тим, що відсутність смуги означає присутність аналіту.

## Кількісні тести
Більшість ЛФТ призначені для роботи виключно на якісній основі. Однак можна виміряти інтенсивність тестової ділянки, щоб визначити кількість аналіту в зразку. Для отримання повністю кількісних результатів аналізу деякі компанії використовують портативні діагностичні пристрої, відомі як зчитувачі бічного потоку. Завдяки використанню унікальних довжин хвиль світла для освітлення в поєднанні з технологією детектування CMOS або CCD можна отримати насичене сигналом зображення фактичних тестових ліній. Використовуючи алгоритми обробки зображень, спеціально розроблені для конкретного типу тесту і середовища, інтенсивність ліній може бути співвіднесена з концентрацією аналіту. Одна з таких портативних платформ для пристроїв бічного потоку виробляється компанією Detekt Biomedical L.L.C. Альтернативні неоптичні методи також здатні повідомляти про результати кількісного аналізу. Один з таких прикладів - магнітний іммуноаналіз (MIA) в формі LFT також дозволяє отримати кількісний результат. Зменшення варіацій в капілярному прокачуванні рідини зразка - ще один підхід до переходу від якісних результатів до кількісних. Недавні роботи, наприклад, продемонстрували капілярне відкачування з постійною швидкістю потоку, що не залежить від густини рідини і поверхневої енергії.
Мобільні телефони продемонстрували великий потенціал для кількісної оцінки в аналізах бічного потоку, використовуючи не тільки камеру пристрою, але і датчик світла або енергію, що постачається батареєю мобільного телефону.

## Контрольна лінія
Хоча це не є суворо необхідним, більшість аналізів включають другу лінію, яка містить антитіло, що вловлює вільний латекс або золото, щоб підтвердити правильність роботи тесту.

## Виділення плазми крові
Оскільки інтенсивний червоний колір гемоглобіну заважає зчитування даних колориметричних або оптичних діагностичних тестів, відділення плазми крові є звичайним першим кроком для підвищення точності діагностичних тестів. Плазма може бути виділена з цільної крові через вбудовані фільтри або шляхом аглютинації.

## Швидкість та простота
Час отримання результату тесту є ключовим фактором для цих продуктів. Розробка тестів може займати всього кілька хвилин. Як правило, існує компроміс між часом і чутливістю: більш чутливі тести можуть зайняти більше часу на розробку. Іншою ключовою перевагою даного формату тесту в порівнянні з іншими імуноферментними аналізами є його простота, оскільки він зазвичай не вимагає або майже не вимагає підготовки зразка або реагенту.

## Патенти
Це високо конкурентна галузь, і кілька осіб претендують на патенти в цій області, в першу чергу Alere (колишня Inverness Medical Innovations, що нині належить Abbott), яка володіє патентами, спочатку поданими Unipath. Група конкурентів заперечує дійсність цих патентів. Ряд інших компаній також володіють патентами в цій сфері.

## Застосування
Аналізи бічного потоку мають широкий спектр застосування і можуть тестувати різні зразки, такі як сеча, кров, слина, піт, сироватка та інші рідини. В даний час вони використовуються клінічними лабораторіями, лікарнями та лікарями для швидкого і точного тестування специфічних цільових молекул і експресії генів. Інші області застосування аналізу бічного потоку - безпека харчових продуктів та навколишнього середовища, а також ветеринарія для виявлення хімічних речовин, таких як хвороби і токсини. LFT також широко використовуються для ідентифікації захворювань, таких як ебола, але найбільш поширеним LFT є домашній тест на вагітність.

## Тестування на COVID-19
Аналізи бічного потоку відіграли вирішальну роль у тестуванні на COVID-19, оскільки вони мають перевагу досягти результату за 15-30 хвилин. Систематична оцінка аналізів бічних потоків під час пандемії COVID-19 була розпочата в Оксфордському університеті в рамках співпраці Великої Британії з громадським здоров'ям Англії. Дослідження, розпочате у червні 2020 року у Великій Британії, FALCON-C19, підтвердило чутливість деяких пристроїв з боковим потоком (LFD) у цьому середовищі. Чотири з 64 перевірених LFD мали бажані експлуатаційні характеристики; Швидкий якісний тест на антиген Innova SARS-CoV-2, зокрема, пройшов розширену клінічну оцінку в польових дослідженнях і було виявлено, що він має хорошу виявленість/чутливість до вірусних антигенів з чудовою специфічністю, хоча потенційними проблемами були ступінь надійності комплекту та труднощі з його освоєнням. Після оцінки уряд Великої Британії у січні 2021 року ухвалив рішення про відкриття середніх шкіл в Англії, де учні та вчителі щоденно проходитимуть LFT, що є частиною операції Moonshot. Проте 19 січня 2021 р. MHRA не дозволила щоденні експрес-перевірки як альтернативу самоізоляції.
LFT були використані для масового тестування на COVID-19 у всьому світі та доповнюють інші заходи громадського здоров'я щодо COVID-19.
Деякі вчені за межами уряду висловили серйозні сумніви з приводу використання ЛФД Innova для скринінгу на Ковід. На думку Джона Дікса, професора біостатистики Бірмінгемського університету (Англія), тест Innova "абсолютно непридатний" для тестування населення: "оскільки тест може пропустити до половини випадків, негативний результат тесту вказує на зниження ризику Ковіда, але не виключає Ковід". Після критики з боку експертів і відсутності дозволу регулятора уряд Великої Британії призупинив проведення щоденних LFT в англійських школах в середині січня 2021 року.